# Sanoe-myeon, Miryang
Sanoe-myeon (koreanska: 산외면) är en socken i kommunen Miryang i provinsen Södra Gyeongsang i den sydöstra delen av Sydkorea, 280 km sydost om huvudstaden Seoul.